# Matt Gillies
Matthew Muirhead Gillies (Loganlea, 12 agosto 1921 – Nottingham, 24 dicembre 1998) è stato un allenatore di calcio e calciatore scozzese, di ruolo difensore.

## Carriera

### Giocatore
Dal 1946 al 1952 ha giocato nella prima divisione inglese con il Bolton, totalizzandovi 145 presenze ed un gol, per poi passare al Leicester City, con cui dal 1952 al 1955 ha giocato 103 partite, vincendo la seconda divisione inglese nella stagione 1953-1954.

### Allenatore
Dopo il ritiro, dal 1956 al 1958 lavora come vice al Leicester City, da cui nell'estate del 1958 viene promosso ad allenatore, in prima divisione. Nei suoi dieci anni di permanenza alla guida del club (Gillies lascerà infatti la squadra nel novembre del 1968, pochi mesi dopo l'inizio della sua undicesima stagione consecutiva da allenatore delle Foxes) il club milita ininterrottamente in prima divisione, rischiando la retrocessione solo nel campionato 1964-1965, concluso al diciottesimo posto in classifica. Il miglior piazzamento è invece il quarto posto della stagione 1963-1964, nella quale il Leicester vince anche la prima Coppa di Lega inglese della sua storia, arrivando poi in finale (e perdendola, contro il Chelsea) nella medesima competizione anche nella stagione 1964-1965. Inoltre, nella stagione 1960-1961 e nella stagione 1962-1963 le Foxes raggiungono per due volte la finale di FA Cup, venendo però sconfitte in entrambe le circostanze, rispettivamente da Tottenham e Manchester Utd. La finale di FA Cup persa nella stagione 1960-1961, essendo il Tottenham qualificato alla Coppa dei Campioni in quanto vincitore anche del campionato, consente inoltre al Leicester di centrare la prima qualificazione della sua storia ad una competizione europea: si tratta della Coppa delle Coppe 1961-1962, nella quale il club inglese elimina i nordirlandesi del Glenavon per poi venire eliminato negli ottavi di finale dagli spagnoli dell'Atlético Madrid con un complessivo 3-1.
Il suo successivo (ed ultimo della carriera) incarico da allenatore è al Nottingham Forest, con cui ottiene due salvezze consecutive in prima divisione tra il 1969 ed il 1971, arrivando poi penultimo in classifica (con conseguente retrocessione in seconda divisione) nel campionato 1971-1972.

## Palmarès

### Giocatore

#### Competizioni nazionali
- Campionato inglese di seconda divisione: 1

Leicester City: 1953-1954

### Allenatore

#### Competizioni nazionali
- Coppa di Lega inglese: 1

Leicester City: 1963-1964